# Rozwój regionalny
Rozwój regionalny – pozytywne zmiany ilościowe, jakościowe i strukturalne w gospodarce danego regionu, odbywające się poprzez inspirację samorządu województwa oraz samorządów lokalnych w jego obrębie, przy udziale partnerów tegoż regionu. Również całokształt zmian jakie zachodzą na danym terenie: zmiana struktury gospodarczej, przeobrażenia jednostek gospodarczych, zmiana poziomu życia, powstawanie nowych wartości intelektualnych i rozwój duchowy.
Dotyczy przede wszystkim takich komponentów jak:
- potencjał gospodarczy
- struktura gospodarcza
- środowisko przyrodnicze
- zagospodarowanie infrastrukturalne
- poziom życia mieszkańców
- zagospodarowanie przestrzenne

Mechanizm rozwoju regionalnego polega na wiązaniu czynników rozwoju z efektami, jakie obserwujemy. Sposobem wyjaśniania mechanizmu rozwoju jest natomiast koncepcja rozwoju regionalnego.